# گوژشوو
گوژشوو (به لاتین: Gorzeszów) یک روستا در لهستان است که در گمینا کامیننا گورا واقع شده‌است. گوژشوو ۲۶۰ نفر جمعیت دارد.